# Hoàn Sở (tướng Tây Sở)
Hoàn Sở (chữ Hán: 桓楚, ? - ?) là tướng lĩnh nhà Tây Sở trong lịch sử Trung Quốc.

## Trong sử tịch
Ghi chép về Hoàn Sở rất ít ỏi. Sử ký – Hạng Vũ bản kỷ nhắc đến ông 2 lần:
1. Khi Hạng Lương giết Cối Kê thú, Hoàn Sở được biết đến với tư cách là bộ hạ của Hạng Lương.
2. Khi Hạng Vũ giết Tống Nghĩa, tự thay chức Thượng tướng quân, sai Hoàn Sở quay về tâu lại với Sở Hoài vương Hùng Tâm.

Không rõ xuất thân và kết cục của ông. Các tiểu thuyết thông tục viết về chiến tranh Hán Sở đều kể rằng Hoàn Sở tử trận bên bờ Ô Giang.